# Liste der Naturdenkmale in Lichtenstein/Sa.
Die Liste der Naturdenkmale in Lichtenstein/Sa. nennt die Naturdenkmale in Lichtenstein/Sa. im sächsischen Landkreis Zwickau.

## Definition
„Naturdenkmäler sind rechtsverbindlich festgesetzte Einzelschöpfungen der Natur oder entsprechende Flächen bis zu fünf Hektar, deren besonderer Schutz erforderlich ist
1. aus wissenschaftlichen, naturgeschichtlichen oder landeskundlichen Gründen oder
2. wegen ihrer Seltenheit, Eigenart oder Schönheit.“

„§ 18 – Naturdenkmäler – (zu § 28 BNatSchG)
(1) Die Erklärung nach § 22 Abs. 1 BNatSchG von Teilen von Natur und Landschaft als Naturdenkmal erfolgt durch Rechtsverordnung oder Einzelanordnung.
(2) Über § 28 Abs. 1 BNatSchG hinaus können Naturdenkmäler zur Sicherung von Lebensgemeinschaften oder Lebensstätten von im Bestand gefährdeten oder streng geschützten Arten festgesetzt werden.“

## Liste
Diese Auflistung unterscheidet zwischen Flächennaturdenkmalen (FND) mit einer Fläche bis zu 5 ha (bei Verordnung nach DDR-Recht auch mehr) und Einzel-Naturdenkmalen (ND).
Link zu einem Kartenansichtstool, um Koordinaten zu setzen.
| Bild                          | Bezeichnung                                       | Lage                                                | Beschreibung | Datum | Nummer       |
| ----------------------------- | ------------------------------------------------- | --------------------------------------------------- | --- | ----- | ------------ |
| mehr Fotos \| Fotos hochladen | Feuchtbiotop Hartensteiner Straße in Lichtenstein | Lichtenstein/Sa. (50° 44′ 28,7″ N, 12° 37′ 59,7″ O) | FND. 23054 m² Fläche. Erhaltung des landschaftstypischen Geländes als Laichgewässer verschiedener Amphibienarten, sowie der angrenzenden Flächen. Im oberen Teich wurde die Kleine Seerose wieder angesiedelt.    | 1990  | Z364.231.125 |
| mehr Fotos \| Fotos hochladen | Feldflurbiotop „Bauerwald“ Rödlitz                | Rödlitz (50° 44′ 9″ N, 12° 38′ 52″ O)               | FND. 44677 m² Fläche. Erhaltung eines Biotops in seiner Gesamtheit von Wiesen, Hecken, Feldgehölzen und Teichen.                                                                                                  | 1990  | Z364.231.129 |
| mehr Fotos \| Fotos hochladen | Käpplereiche                                      | Lichtenstein/Sa. (50° 45′ 49,8″ N, 12° 38′ 7,7″ O)  | Stieleiche in der Käpplerschlucht westlich der Miniwelt und nördlich des Schlosses. | 1974  |              |
| mehr Fotos \| Fotos hochladen | Obelisk                                           | Lichtenstein/Sa. (50° 45′ 8,4″ N, 12° 38′ 46,5″ O)  | Rotbuche im Stadtwald, nordöstlich vom Croatenberg. | 1990  |              |
| mehr Fotos \| Fotos hochladen | 8 Winterlinden                                    | Lichtenstein/Sa. (50° 44′ 49,6″ N, 12° 38′ 33,7″ O) | Standort am Forsthaus zwischen Rödlitzbach und Stadtwald. | 1974  |              |
| mehr Fotos \| Fotos hochladen | Zierold-Eiche                                     | Lichtenstein/Sa. (50° 45′ 3,4″ N, 12° 37′ 54,7″ O)  | Standort an der Paul-Zierold-Straße. Auf der topographischen Karte als Naturdenkmal markiert und vor Ort durch ein Naturdenkmal-Schild gekennzeichnet, aber nicht in der Liste des Landkreises Zwickau enthalten. | ?     |              |
| mehr Fotos \| Fotos hochladen | Drei Linden                                       | Lichtenstein/Sa. (50° 44′ 37″ N, 12° 37′ 6,1″ O)    | Auf der topographischen Karte als Naturdenkmal markiert und vor Ort durch ein Naturdenkmal-Schild gekennzeichnet, aber nicht in der Liste des Landkreises Zwickau enthalten.                                      | ?     |              |